# Xã Monroe, Quận Guernsey, Ohio
Xã Monroe (tiếng Anh: Monroe Township) là một xã thuộc quận Guernsey, tiểu bang Ohio, Hoa Kỳ. Năm 2010, dân số của xã này là 747 người.